# Leandro Rinaudo
Leandro Rinaudo (Palermo, 9 maggio 1983) è un dirigente sportivo ed ex calciatore italiano, di ruolo difensore.

## Biografia
È sposato con una donna campana, conosciuta a Salerno ed è padre di due gemelli. È stato testimone di nozze di Erjon Bogdani, suo amico ed ex compagno di squadra alla Salernitana e al Siena.

## Carriera

### Giocatore

#### Esordi col Palermo e vari prestiti
Nato e cresciuto a Palermo, notato da Alvaro Biagini, ha fatto tutta la trafila nel settore giovanile del Palermo.
Nel gennaio 2001 riceve la prima convocazione in carriera (per il ritorno degli ottavi di Coppa Italia Serie C perso dai rosanero per 2-1 in trasferta contro il Catania).
Nella stagione 2002-2003 è ceduto al Varese, dove a fine stagione conta 7 presenze.
La stagione seguente si afferma vestendo la maglia della Salernitana e nel campionato di Serie B disputa 24 gare. Il Palermo poi manda nuovamente in prestito il giocatore, precisamente al Cesena il 26 agosto 2004, dove vive una buona stagione con 36 presenze ed un gol.
Il rendimento confermato nella squadra romagnola fa sì che nella stagione 2005-2006 rimanga per la prima volta a Palermo, dove colleziona solamente 10 presenze in campionato ma esordisce in Coppa UEFA, realizzando anche una doppietta contro il Brøndby IF.
La stagione successiva viene girato in prestito al Siena dove disputa un campionato da titolare, giocando 27 partite e segnando una rete, proprio contro i rosanero.
Nell'estate del 2007 viene richiamato a Palermo, dove indossa la maglia numero 77, in ricordo della nonna morta a questa età.

#### Napoli e vari prestiti
Il 4 giugno 2008 viene ufficializzato il suo passaggio al Napoli per circa 6 milioni di euro. Il difensore palermitano sottoscrive con i partenopei un contratto quinquennale da 800.000 euro a stagione.
Le sue prime reti con la maglia azzurra arrivano in Coppa UEFA, realizzando una doppietta contro il Vllaznia il 28 agosto 2008. In campionato colleziona 17 presenze, di cui 13 dal primo minuto. Il 7 marzo 2010, in Bologna-Napoli (2-1), segna il primo gol in campionato con la maglia del Napoli.
Il 31 agosto, nell'ultimo giorno di calciomercato, viene prelevato dalla Juventus con la formula del prestito oneroso di 600.000 euro con diritto di riscatto fissato a 5 milioni pagabili in tre rate. Fa il suo esordio con la maglia bianconera il 26 settembre in Juventus-Cagliari (4-2), impiegato come terzino destro; esce poi al 75' per far posto a Nicola Legrottaglie. Resta l'unica presenza della stagione, pesantemente condizionata dai problemi fisici: il 6 ottobre viene sottoposto ad un intervento di erniectomia, quindi, ancora in fase di recupero da questo problema, il 3 marzo 2011 subisce un intervento al tendine di Achille che lo costringe a tre mesi di stop. Finito il prestito, la Juventus non esercita il diritto di riscatto e il giocatore fa ritorno al Napoli.
Mai utilizzato nel corso della stagione, nella sessione invernale di calciomercato, il 10 gennaio 2012, passa in prestito al Novara. Esordisce con la maglia del Novara alla prima partita utile, nella 18ª giornata di campionato disputata il 15 gennaio seguente persa contro il Cesena per 3-1 in trasferta, in cui realizza un'autorete e commette un fallo da rigore poi sbagliato da Antonio Candreva. Chiude la stagione con la retrocessione, dopo 5 presenze con la maglia del Novara.
Tornato al Napoli, non viene convocato per il ritiro precampionato. Mai utilizzato in partite ufficiali nonostante si allenasse regolarmente, il 30 giugno 2013 rimane svincolato per fine contratto.

#### Livorno
Il 22 luglio seguente parte per il ritiro a Coverciano dei calciatori svincolati sotto l'egida dell'Associazione Italiana Calciatori; contestualmente segue il corso per allenatori.
Il 30 agosto 2013 viene ingaggiato dal Livorno, neo-promosso in Serie A, con cui già si allenava in prova, e il 29 settembre seguente segna il gol del momentaneo 1-1 contro l'Hellas Verona, nella partita conclusasi con la vittoria avversaria per 2-1. In campionato colleziona 21 presenze e una rete.
Dopo la retrocessione in Serie B, il club toscano non fa valere l'opzione per il prolungamento del contratto e il giocatore si svincola il 30 giugno successivo.

#### Le esperienze in B con Entella, Bari e Vicenza
Il 31 luglio 2014 firma un contratto biennale con la Virtus Entella, neopromossa in Serie B. Gioca solo 8 partite finendo ai margini della squadra in seguito alla brutta prestazione in Pro Vercelli-Entella 2-0 del 22 novembre; questa è la sua ultima partita in biancoceleste perché esattamente due mesi dopo, il 22 gennaio 2015, passa in prestito al Bari in cambio dei prestiti di Antonio Rozzi e Alessandro Ligi. Qui ritrova Davide Nicola, suo mister al Livorno.
Debutta due giorni dopo in Perugia-Bari 1-1 sostituendo Galano al 71º. Il 14 febbraio in Bari-Vicenza 0-1, prima partita da titolare con i galletti, tocca quota 200 presenze nei vari campionati professionistici.
Tornato all'Entella per fine prestito, viene messo fuori rosa e il 20 settembre viene ceduto al Vicenza con cui firma un contratto annuale. Dopo sole 4 presenze, il 20 gennaio 2016 rescinde il contratto con i biancorossi.

### Dopo il ritiro
Nell'estate 2016 è collaboratore e osservatore per il Venezia per conto di Giorgio Perinetti, suo dirigente a Siena e Palermo.
Dopo l'addio di Perinetti al club veneto, il 7 ottobre 2017 diventa il nuovo responsabile dell'area tecnica del Venezia. Il 14 giugno 2018 lascia l'incarico, venendo sostituito da Valentino Angeloni.
Nella stessa giornata viene ingaggiato dalla Cremonese come nuovo direttore sportivo. Il 28 febbraio 2019 viene sollevato dall'incarico.
Il 3 agosto dello stesso anno, viene ufficializzato il suo ritorno al Palermo, ripetuto dalla Serie D, in qualità di direttore tecnico. A partire dalla stagione 2020-2021, diventa il responsabile del settore giovanile rosanero. Nel luglio del 2022, sostituisce il dimissionario Renzo Castagnini come direttore sportivo del club neo promosso in Serie B. Il suo rapporto con il Palermo si conclude al termine della stagione 2023-2024, alla scadenza naturale del suo contratto.

## Statistiche

### Presenze e reti nei club
| Stagione        | Squadra         | Campionato      | Campionato | Campionato | Coppe nazionali | Coppe nazionali | Coppe nazionali | Coppe continentali | Coppe continentali | Coppe continentali | Altre coppe | Altre coppe | Altre coppe | Totale | Totale |
| Stagione        | Squadra         | Comp            | Pres       | Reti       | Comp            | Pres            | Reti            | Comp               | Pres               | Reti               | Comp        | Pres        | Reti        | Pres   | Reti   |
| --------------- | --------------- | --------------- | ---------- | ---------- | --------------- | --------------- | --------------- | ------------------ | ------------------ | ------------------ | ----------- | ----------- | ----------- | ------ | ------ |
| 2001-2002       | Palermo         | B               | 0          | 0          | CI              | 0               | 0               | -                  | -                  | -                  | -           | -           | -           | 0      | 0      |
| 2002-2003       | Varese          | C1              | 7          | 0          | CI-C            | 2               | 1               | -                  | -                  | -                  | -           | -           | -           | 9      | 1      |
| 2003-2004       | Salernitana     | B               | 24         | 0          | CI              | 1               | 0               | -                  | -                  | -                  | -           | -           | -           | 25     | 0      |
| 2004-2005       | Cesena          | B               | 36         | 1          | CI              | 1               | 0               | -                  | -                  | -                  | -           | -           | -           | 37     | 1      |
| 2005-2006       | Palermo         | A               | 10         | 0          | CI              | 2               | 0               | CU                 | 5                  | 2                  | -           | -           | -           | 17     | 2      |
| 2006-2007       | Siena           | A               | 27         | 1          | CI              | 0               | 0               | -                  | -                  | -                  | -           | -           | -           | 27     | 1      |
| 2007-2008       | Palermo         | A               | 22         | 2          | CI              | 2               | 0               | CU                 | 2                  | 0                  | -           | -           | -           | 25     | 2      |
| Totale Palermo  | Totale Palermo  | Totale Palermo  | 32         | 2          |                 | 4               | 0               |                    | 7                  | 2                  |             |             |             | 43     | 4      |
| 2008-2009       | Napoli          | A               | 17         | 0          | CI              | 1               | 0               | I+CU               | 1+3                | 0+2                | -           | -           | -           | 22     | 2      |
| 2009-2010       | Napoli          | A               | 20         | 1          | CI              | 2               | 0               | -                  | -                  | -                  | -           | -           | -           | 22     | 1      |
| ago. 2010       | Napoli          | A               | 0          | 0          | CI              | 0               | 0               | UEL                | 0                  | 0                  | -           | -           | -           | 0      | 0      |
| ago. 2010-2011  | Juventus        | A               | 1          | 0          | CI              | 0               | 0               | UEL                | 0                  | 0                  | -           | -           | -           | 1      | 0      |
| 2011-gen. 2012  | Napoli          | A               | 0          | 0          | CI              | 0               | 0               | UCL                | 0                  | 0                  | -           | -           | -           | 0      | 0      |
| gen.-giu. 2012  | Novara          | A               | 5          | 0          | CI              | 0               | 0               | -                  | -                  | -                  | -           | -           | -           | 5      | 0      |
| 2012-2013       | Napoli          | A               | 0          | 0          | CI              | 0               | 0               | UEL                | 0                  | 0                  | SI          | 0           | 0           | 0      | 0      |
| Totale Napoli   | Totale Napoli   | Totale Napoli   | 37         | 1          |                 | 3               | 0               |                    | 4                  | 2                  |             |             |             | 45     | 3      |
| 2013-2014       | Livorno         | A               | 21         | 1          | CI              | -               | -               | -                  | -                  | -                  | -           | -           | -           | 21     | 1      |
| 2014-gen. 2015  | Virtus Entella  | B               | 8          | 0          | CI              | -               | -               | -                  | -                  | -                  | -           | -           | -           | 8      | 0      |
| gen.-giu. 2015  | Bari            | B               | 11         | 0          | CI              | -               | -               | -                  | -                  | -                  | -           | -           | -           | 11     | 0      |
| 2015-2016       | Vicenza         | B               | 4          | 0          | CI              | 1               | 0               | -                  | -                  | -                  | -           | -           | -           | 5      | 0      |
| Totale carriera | Totale carriera | Totale carriera | 213        | 6          |                 | 12              | 1               |                    | 11                 | 4                  |             | -           | -           | 236    | 11     |